# 랠리크로스

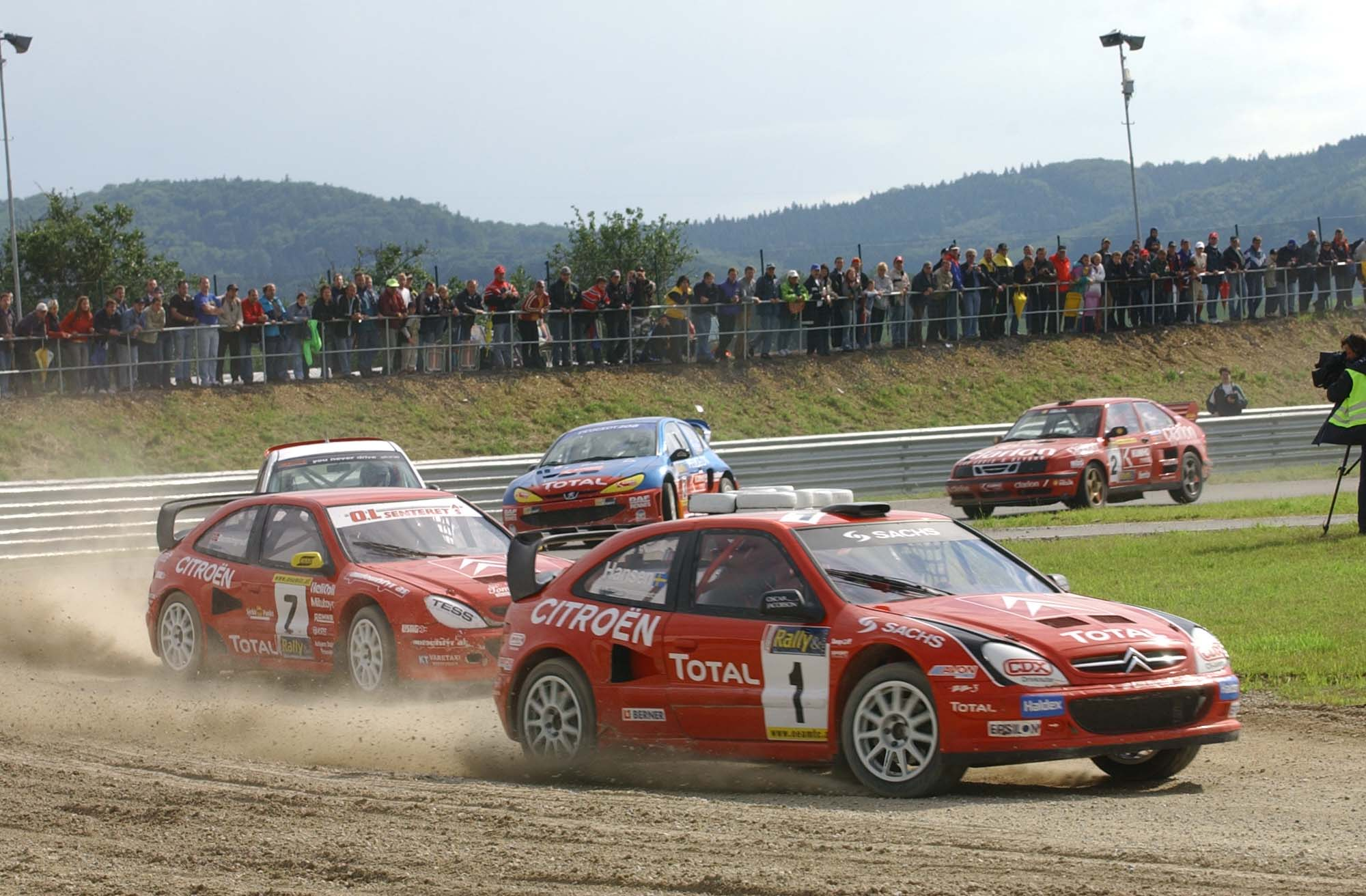

랠리크로스(Rallycross)는 월드 랠리 카스(World Rally Cars)와 유사하게 개조된 생산 차량이나 특별히 제작된 로드카를 사용하여 폐쇄된 혼합 표면 경주 서킷에서 열리는 스프린트 스타일 자동차 경주의 한 형태이다. 주로 북유럽 국가, 네덜란드, 벨기에, 프랑스 및 영국에서 인기가 있다. 저렴한 입문용 랠리크로스 유형은 스웨덴 민속 경주 또는 노르웨이의 이에 대응하는 소위 빌크로스이다. 포크레이스는 1960년대 후반에 설립된 핀란드에서 가장 인기가 높다. 유럽에서 랠리크로스는 1:8 규모의 오프로드 무선 조종 버기 경주를 의미할 수도 있다.

## 레이스 형식
다양한 랠리크로스 챔피언십과 이벤트에서는 다양한 형식과 채점 시스템을 사용한다.

## 같이 보기
- 모토크로스
- BMX